# Liste de films sur la guerre d'Algérie
Pour un article plus général, voir Guerre d'Algérie au cinéma.
Cet article recense les films, téléfilms et documentaires portant sur la guerre d'Algérie, qui est un épisode majeur de l'histoire franco-algérienne au XXe siècle.

## Liste chronologique
| Année | Titre                                                                                                | Réalisation                                     | Pays de production                  | Type                   | Remarque                                                                                           |
| ----- | --- | ----------------------------------------------- | ----------------------------------- | ---------------------- | -------------------------------------------------------------------------------------------------- |
| 1954  | Une nation, l'Algérie                                                                                | René Vautier                                    | France                              | Film                   | Interdit                                                                                           |
| 1957  | La Distribution de pain ou Les Réfugiés                                                              | Cécile Decugis                                  | France                              | Documentaire           | Interdit                                                                                           |
| 1958  | Algérie en flammes                                                                                   | René Vautier                                    | France                              | Film                   | Interdit                                                                                           |
| 1958  | Sakiet Sidi Youssef                                                                                  | Pierre Clément                                  | Aucun                               | Court métrage          | Financé par le Service d'Information du Front de libération nationale                              |
| 1958  | Réfugiés algériens                                                                                   | Pierre Clément et Djamel Chanderli              | Aucun                               | Court métrage          | Financé par le Service d'Information du Front de libération nationale                              |
| 1958  | Djamila l'Algérienne                                                                                 | Youssef Chahine                                 | Égypte                              | Film                   | Femmes algériennes pendant la guerre d'Algérie                                                     |
| 1959  | 58.2/B                                                                                               | Guy Chalon                                      | France                              | Court-métrage          | Interdit                                                                                           |
| 1959  | Secteur postal 89098                                                                                 | Philippe Durand                                 | France                              | Court métrage          | Interdit                                                                                           |
| 1960  | Le Petit Soldat                                                                                      | Jean-Luc Godard                                 | France                              | Film                   | Interdit jusqu’en 1963                                                                             |
| 1961  | Allons enfants... pour l'Algérie                                                                     | Karl Gass                                       | Allemagne de l'Est                  | Documentaire           | Guerre d'Algérie                                                                                   |
| 1961  | J'ai huit ans                                                                                        | Yann Le Masson et Olga Poliakoff                | France                              | Court métrage          | Documentaire au format 8 mm décrivant la guerre vue par les dessins d'un enfant algérien, interdit |
| 1961  | Les fusils de la liberté                                                                             | Djamel Chanderli                                | Algérie                             | Film                   | |
| 1961  | Le Combat dans l'île                                                                                 | Alain Cavalier                                  | France                              | Film                   | |
| 1961  | Octobre à Paris                                                                                      | Jacques Panijel                                 | France                              | Film                   | Massacre du 17 octobre 1961, interdit                                                              |
| 1961  | Les Oliviers de la justice                                                                           | James Blue                                      | France                              | Film                   | |
| 1962  | Adieu Philippine                                                                                     | Jacques Rozier                                  | France                              | Film                   | |
| 1962  | Algérie, année zéro                                                                                  | Marceline Loridan et Jean-Pierre Sergent        | France                              | Film                   | Interdit                                                                                           |
| 1963  | La Quille                                                                                            | Jean Herman                                     | France                              | Court-métrage          | |
| 1963  | La Belle Vie                                                                                         | Robert Enrico                                   | France                              | Film                   | |
| 1963  | Un peuple en marche                                                                                  | Ahmed Rachedi                                   | Algérie                             | Documentaire           | Guerre d'Algérie                                                                                   |
| 1963  | Muriel ou le Temps d'un retour                                                                       | Alain Resnais                                   | France Italie                       | Film                   | |
| 1964  | Les Parapluies de Cherbourg                                                                          | Jacques Demy                                    | France Allemagne de l'Ouest         | Film                   | |
| 1964  | L'Insoumis                                                                                           | Alain Cavalier                                  | France                              | Film                   | |
| 1964  | Héros sans retour                                                                                    | Frank Wisbar                                    | Italie Allemagne de l'Ouest Espagne | Film                   | |
| 1965  | Une si jeune paix (Al-Salam Al-Walid)                                                                | Jacques Charby                                  | Algérie                             | Film                   | Première production de l’Algérie indépendante                                                      |
| 1966  | Les Centurions (Lost Command)                                                                        | Mark Robson                                     | France États-Unis                   | Film                   | |
| 1966  | La Bataille d'Alger                                                                                  | Gillo Pontecorvo                                | Algérie Italie                      | Film                   | Lion d'or à la Mostra de Venise 1966                                                               |
| 1966  | Le Vent des Aurès                                                                                    | Mohammed Lakhdar-Hamina                         | Algérie                             | Film                   | Prix de la première œuvre au Festival de Cannes 1967                                               |
| 1967  | Les Têtes brûlées                                                                                    | Willy Rozier                                    | France Espagne                      | Film                   | |
| 1968  | Hassan Terro                                                                                         | Mohammed Lakhdar-Hamina                         | Algérie                             | Film                   | |
| 1969  | L'Opium et le Bâton                                                                                  | Ahmed Rachedi                                   | Algérie                             | Film                   | |
| 1969  | Élise ou la Vraie Vie                                                                                | Michel Drach                                    | France Algérie                      | Film                   | |
| 1970  | Les Enfants de novembre                                                                              | Moussa Haddad                                   | Algérie                             | Film                   | |
| 1970  | Le Pistonné                                                                                          | Claude Berri                                    | France                              | Film                   | |
| 1971  | Avoir vingt ans dans les Aurès                                                                       | René Vautier                                    | France                              | Film                   | |
| 1971  | Patrouille à l'est                                                                                   | Amar Laskri                                     | Algérie                             | Film                   | |
| 1972  | La Guerre d'Algérie                                                                                  | Yves Courrière et Philippe Monnier              | France                              | Documentaire           | Guerre d'Algérie                                                                                   |
| 1973  | R.A.S.                                                                                               | Yves Boisset                                    | France Italie Tunisie               | Film                   | |
| 1973  | Décembre                                                                                             | Mohammed Lakhdar-Hamina                         | Algérie                             | Film                   | |
| 1973  | Le Complot                                                                                           | René Gainville                                  | France Italie Espagne               | Film                   | |
| 1974  | La Folle de Toujane                                                                                  | René Vautier et Nicole Le Garrec                | France                              | Film                   | |
| 1975  | Chronique des années de braise                                                                       | Mohammed Lakhdar-Hamina                         | Algérie                             | Film                   | Palme d’or au Festival de Cannes 1975                                                              |
| 1976  | Certaines nouvelles                                                                                  | Jacques Davila                                  | France                              | Film                   | |
| 1977  | La Question                                                                                          | Laurent Heynemann                               | France                              | Film                   | |
| 1977  | Le Crabe-tambour                                                                                     | Pierre Schoendoerffer                           | France                              | Film                   | |
| 1979  | Le Coup de sirocco                                                                                   | Alexandre Arcady                                | France                              | Film                   | |
| 1982  | L'Honneur d'un capitaine                                                                             | Pierre Schoendoerffer                           | France                              | Film                   | |
| 1983  | Les Sacrifiés                                                                                        | Okacha Touita                                   | France                              | Film                   | |
| 1983  | Liberté, la nuit                                                                                     | Philippe Garrel                                 | France                              | Film                   | |
| 1984  | La Guerre d'Algérie                                                                                  | Peter Batty                                     | France                              | Documentaire           | Guerre d'Algérie                                                                                   |
| 1985  | À propos de... l'autre détail                                                                        | René Vautier                                    | France                              | Documentaire           | Torture pendant la guerre d'Algérie                                                                |
| 1985  | Guerre aux images en Algérie                                                                         | René Vautier et Elisabeth Frasson-Marin         | France                              | Documentaire           | Guerre d'Algérie                                                                                   |
| 1986  | Les Folles Années du twist                                                                           | Mahmoud Zemmouri                                | Algérie                             | Film                   | |
| 1987  | Les Portes du silence                                                                                | Amar Laskri                                     | Algérie                             | Film                   | |
| 1988  | Génération : l’Engagement                                                                            | Gérard Follin et Daniel Edinger                 | France                              | Documentaire           | Appelé du contingent lors de la guerre d'Algérie                                                   |
| 1989  | Cher frangin                                                                                         | Gérard Mordillat                                | France Canada Belgique              | Film                   | |
| 1991  | Le Silence du fleuve                                                                                 | Agnès Denis et Mehdi Lallaoui                   | France                              | Documentaire           | Massacre du 17 octobre 1961                                                                        |
| 1992  | 17 octobre 1961 - Une journée portée disparue                                                        | Philip Brooks et Alan Hayling                   | France                              | Documentaire           | Massacre du 17 octobre 1961                                                                        |
| 1992  | C'était la guerre                                                                                    | Maurice Failevic et Ahmed Rachedi               | Algérie                             | Documentaire           | Guerre d'Algérie                                                                                   |
| 1992  | La Guerre sans nom                                                                                   | Bertrand Tavernier                              | France                              | Documentaire           | Guerre d'Algérie                                                                                   |
| 1992  | Le Front du Nord - Des Belges dans la guerre d'Algérie                                               | Hugues Le Paige                                 | Belgique                            | Documentaire           | Guerre d'Algérie                                                                                   |
| 1992  | Les Frères des frères                                                                                | Richard Copans                                  | France                              | Documentaire           | Fédération de France du FLN                                                                        |
| 1993  | Algérie, guerre et paix - De la conquête à l'indépendance                                            | Claude Vernick                                  | France                              | Documentaire           | Guerre d'Algérie                                                                                   |
| 1994  | Des feux mal éteints                                                                                 | Serge Moati                                     | France                              | Film                   | |
| 1994  | Les Brûlures de l'histoire 1er novembre 1954, la Toussaint rouge : les débuts de la guerre d'Algérie | Laure Adler et Patrick Rotman                   | France                              | Émission de télévision | Toussaint rouge                                                                                    |
| 1994  | Les Roseaux sauvages                                                                                 | André Téchiné                                   | France                              | Film                   | |
| 1996  | Le Second Front - La Guerre d'Algérie en France 1954 - 1962                                          | Christophe Muel                                 | France                              | Documentaire           | Fédération de France du FLN                                                                        |
| 1996  | Mon capitaine, un homme d'honneur                                                                    | Massimo Spano (it)                              | Italie                              | Film                   | |
| 1997  | Les Traces et l'Oubli                                                                                | Hamid Smaha                                     | Algérie France                      | Documentaire           | Guerre d'Algérie                                                                                   |
| 1998  | Fleur de lotus                                                                                       | Amar Laskri                                     | Algérie Viêt Nam                    | Film                   | |
| 1999  | Le Cri des hommes                                                                                    | Okacha Touita                                   | France Algérie                      | Film                   | |
| 2001  | 1956, une sale histoire                                                                              | Emmanuel Plasseraud                             | France                              | Documentaire           | Guerre d'Algérie                                                                                   |
| 2001  | 17 octobre 1961, dissimulation d'un massacre                                                         | Daniel Kupferstein                              | France                              | Documentaire           | Massacre du 17 octobre 1961                                                                        |
| 2001  | Guerre d’Algérie, les enfants aussi                                                                  | Daniel Edinger et Jacques Charby                | France                              | Documentaire           | Guerre d'Algérie                                                                                   |
| 2002  | L'Ennemi intime                                                                                      | Patrick Rotman                                  | France                              | Téléfilm documentaire  | Guerre d'Algérie                                                                                   |
| 2002  | Pacification en Algérie                                                                              | André Gazut                                     | France                              | Documentaire           | Guerre d'Algérie                                                                                   |
| 2003  | L'Adieu                                                                                              | François Luciani                                | France                              | Téléfilm               | |
| 2003  | L'OAS, une histoire interdite                                                                        | François Margolin et Georges-Marc Benamou       | Algérie France                      | Documentaire           | Organisation de l'armée secrète                                                                    |
| 2003  | Nous avons tué pour rien                                                                             | François Margolin                               | France                              | Documentaire           | Organisation de l'armée secrète                                                                    |
| 2004  | Algérie, d'autres regards                                                                            | Raphaël Pillosio                                | France                              | Documentaire           | Guerre d'Algérie au cinéma                                                                         |
| 2004  | Des hommes de loi dans la tourmente                                                                  | Luc Decaster et Sylvie Thenault                 | France                              | Documentaire           | Cour militaire de justice                                                                          |
| 2004  | Escadrons de la mort, l'école française                                                              | Marie-Monique Robin                             | France                              | Reportage              | |
| 2004  | Fernand Iveton, guillotiné pour l’exemple                                                            | Daniel Edinger                                  | France                              | Documentaire           | Fernand Iveton                                                                                     |
| 2004  | France-Algérie, une histoire en perspective                                                          | Yves Courrière et Philippe Monnier              | France                              | Documentaire           | Guerre d'Algérie                                                                                   |
| 2005  | Algériennes                                                                                          | Djamel Sellani                                  | France                              | Documentaire           | Femmes algériennes pendant la guerre d'Algérie                                                     |
| 2005  | Nuit noire, 17 octobre 1961                                                                          | Alain Tasma                                     | France                              | Téléfilm               | Massacre du 17 octobre 1961                                                                        |
| 2005  | La Trahison                                                                                          | Philippe Faucon                                 | France Belgique                     | Film                   | |
| 2006  | Bataille d'Alger                                                                                     | Yves Boisset                                    | France                              | Documentaire           | Bataille d'Alger                                                                                   |
| 2006  | Harkis                                                                                               | Alain Tasma                                     | France                              | Téléfilm               | |
| 2006  | Mon colonel                                                                                          | Laurent Herbiet                                 | France Belgique                     | Film                   | |
| 2006  | Nanterre, une mémoire en miroir                                                                      | Cheikh Djemaï                                   | France                              | Documentaire           | Guerre d'Algérie                                                                                   |
| 2007  | Cartouches gauloises                                                                                 | Mehdi Charef                                    | France                              | Film                   | |
| 2007  | Disparus en mission                                                                                  | Christophe Weber                                | France                              | Documentaire           | Guerre d'Algérie                                                                                   |
| 2007  | L'Ennemi intime                                                                                      | Florent-Emilio Siri                             | France Maroc                        | Film                   | |
| 2007  | Les Porteuses de feu                                                                                 | Faouzia Fekiri                                  | Royaume-Uni                         | Documentaire           | Femmes algériennes pendant la guerre d'Algérie                                                     |
| 2007  | OAS, un passé très présent                                                                           | Djamel Zaoui                                    | France                              | Documentaire           | Organisation de l'armée secrète                                                                    |
| 2008  | Arezki, l'insoumis                                                                                   | Djamel Bendeddouch                              | Algérie                             | Film                   | |
| 2008  | Les Braves                                                                                           | Alain Cavalier                                  | France                              | Documentaire           | Guerre d'Algérie                                                                                   |
| 2008  | Le Destin d'un capitaine                                                                             | Alain de Sédouy                                 | France                              | Documentaire           | Capitaine Georges Oudinot, chef de la SAS                                                          |
| 2008  | En finir avec la guerre                                                                              | Mehdi Lallaoui                                  | France                              | Documentaire           | Guerre d'Algérie                                                                                   |
| 2008  | Mostefa Ben Boulaïd                                                                                  | Ahmed Rachedi                                   | Algérie                             | Film                   | Mustapha Ben Boulaïd                                                                               |
| 2008  | Le Puits                                                                                             | Béatrice Dubell                                 | France                              | Documentaire           | Guerre d'Algérie                                                                                   |
| 2009  | Algérie, images d'un combat                                                                          | Jérôme Laffont                                  | Belgique                            | Documentaire           | Guerre d'Algérie                                                                                   |
| 2009  | L'Épopée de la bataille de Timimoun                                                                  | Amine Esseghir                                  | Algérie                             | Documentaire           | Bataille de Timimoun                                                                               |
| 2009  | Les Trois Guerres de Madeleine Riffaud                                                               | Philippe Rostan                                 | France                              | Documentaire           | Madeleine Riffaud                                                                                  |
| 2010  | François Mitterrand et la guerre d'Algérie                                                           | Frédéric Brunnquell                             | France                              | Documentaire           | Guerre d'Algérie                                                                                   |
| 2010  | Guerres secrètes du FLN en France                                                                    | Malek Bensmaïl                                  | France                              | Documentaire           | Fédération de France du FLN                                                                        |
| 2010  | Hors-la-loi                                                                                          | Rachid Bouchareb                                | Algérie France Belgique Tunisie     | Film                   | |
| 2010  | La Blessure : La Tragédie des harkis                                                                 | Isabelle Clarke et Daniel Costelle              | France                              | Documentaire           | Harki                                                                                              |
| 2010  | Un balcon sur la mer                                                                                 | Nicole Garcia                                   | France                              | Film                   | |
| 2011  | La Valise ou le Cercueil                                                                             | Charly Cassan                                   | France                              | Documentaire           | Guerre d'Algérie                                                                                   |
| 2011  | Ici on noie les Algériens : 17 octobre 1961                                                          | Yasmina Adi                                     | France                              | Documentaire           | Massacre du 17 octobre 1961                                                                        |
| 2011  | Palestro, Algérie : Histoires d'une embuscade                                                        | Rémi Lainé                                      | France                              | Documentaire           | Embuscade de Palestro                                                                              |
| 2012  | Algérie 1962 : l'été où ma famille a disparu                                                         | Hélène Cohen                                    | France                              | Documentaire           | Guerre d'Algérie                                                                                   |
| 2012  | Ce que le jour doit à la nuit                                                                        | Alexandre Arcady                                | France                              | Film                   | |
| 2012  | La Déchirure : Guerre d'Algérie 1954-1962                                                            | Gabriel Le Bomin                                | France                              | Documentaire           | Guerre d'Algérie                                                                                   |
| 2012  | Guerre d'Algérie, la déchirure                                                                       | Gabriel Le Bomin et Benjamin Stora              | France                              | Documentaire           | Guerre d'Algérie                                                                                   |
| 2012  | Ils ont rejoint le front pour libérer l'Algérie                                                      | Jean Asselmeyer                                 | France                              | Documentaire           | Guerre d'Algérie                                                                                   |
| 2014  | Algérie, facettes d'une guerre (1954 - 1962)                                                         | Bernard Andrieux                                | France                              | Documentaire           | Guerre d'Algérie                                                                                   |
| 2014  | Cette guerre et Nous                                                                                 | Béatrice Dubell                                 | France                              | Documentaire           | Guerre d'Algérie                                                                                   |
| 2014  | Crépuscule des ombres                                                                                | Mohammed Lakhdar-Hamina                         | Algérie                             | Film                   | |
| 2014  | Coulisses suisses de la guerre d'Algérie                                                             | Pierre-André Thiébaud                           | Suisse                              | Documentaire           | Accords d'Évian                                                                                    |
| 2014  | Dans l'ombre d'une guerre - Une histoire secrète du conflit franco-algérien                          | Sallah Laddi                                    | France                              | Documentaire           | Guerre d'Algérie                                                                                   |
| 2014  | Frères ennemis                                                                                       | Yacine Balah                                    | France                              | Court-métrage          | |
| 2014  | Loin des hommes                                                                                      | David Oelhoffen                                 | France                              | Film                   | |
| 2014  | Krim Belkacem                                                                                        | Ahmed Rachedi                                   | Algérie                             | Film                   | |
| 2014  | Ils ne savaient pas que c'était une guerre !                                                         | Jean Paul Julliand                              | France                              | Documentaire           | Guerre d'Algérie                                                                                   |
| 2015  | Lotfi                                                                                                | Ahmed Rachedi                                   | Algérie                             | Film                   | |
| 2015  | Prisonniers français du FLN - Algérie 1954-1962                                                      | Rémi Lainé                                      | France                              | Documentaire           | Guerre d'Algérie                                                                                   |
| 2016  | Mon père, la Guerre d'Algérie, et Moi                                                                | Djamel Zaoui                                    | France                              | Documentaire           | Guerre d'Algérie                                                                                   |
| 2016  | Notre guerre d'Algérie                                                                               | Christian Nadin                                 | France                              | Documentaire           | Guerre d'Algérie                                                                                   |
| 2017  | La Bataille d'Alger, un film dans l'Histoire                                                         | Malek Bensmaïl                                  | France                              | Documentaire           | Bataille d'Alger                                                                                   |
| 2017  | Le Bastion 18 : au-delà de la souffrance physique                                                    | Zoheir Bendimerad                               | Algérie                             | Documentaire           | Dispositif opérationnel de protection                                                              |
| 2017  | La Bleuite, l'autre guerre d'Algérie                                                                 | Jean-Paul Mari                                  | France                              | Documentaire           | Bleuite                                                                                            |
| 2017  | Choisir à vingt ans                                                                                  | Villi Hermann                                   | Algérie Suisse                      | Documentaire           | Guerre d'Algérie                                                                                   |
| 2017  | Résistantes - Tes cheveux démêlés cachent une guerre de sept ans                                     | Fatima Sissani                                  | France Suisse Algérie               | Documentaire           | Femmes algériennes pendant la guerre d'Algérie                                                     |
| 2018  | Algérie (1954-1962), des soldats à la caméra                                                         | Jean-Pierre Bertin-Maghit                       | France                              | Documentaire           | Guerre d'Algérie                                                                                   |
| 2018  | Algérie, la guerre des appelés - Le Bourbier - L'Héritage                                            | Thierry Vincent de Lestrade et Sylvie Gilman    | France                              | Documentaire           | Appelé du contingent lors de la guerre d'Algérie                                                   |
| 2018  | France - Algérie, une affaire de famille                                                             | Dominique Fargues et Alexis Guillot             | France                              | Documentaire           | Guerre d'Algérie                                                                                   |
| 2018  | La Bataille d'Alger, l'empreinte                                                                     | Cheikh Djemaï                                   | France Algérie                      | Documentaire           | Bataille d'Alger                                                                                   |
| 2018  | Oran, le massacre oublié                                                                             | Georges-Marc Benamou                            | France                              | Documentaire           | Massacre du 17 octobre 1961                                                                        |
| 2019  | À Mansourah, tu nous as séparés                                                                      | Dorothée-Myriam Kellou                          | Algérie France Danemark             | Documentaire           | Guerre d'Algérie                                                                                   |
| 2019  | L'Affaire de ma vie : des femmes dans la guerre d'Algérie                                            | François Gauducheau et Samira Houari            | France                              | Documentaire           | Femmes algériennes pendant la guerre d'Algérie                                                     |
| 2019  | Qu'un sang impur...                                                                                  | Abdel Raouf Dafri                               | France                              | Film                   | |
| 2020  | Souvenir Souvenir                                                                                    | Bastien Dubois                                  | France                              | Film d’animation       | |
| 2020  | Un seul héros le peuple                                                                              | Mathieu Rigouste                                | France                              | Documentaire           | Guerre d'Algérie                                                                                   |
| 2020  | Des hommes                                                                                           | Lucas Belvaux                                   | France Belgique                     | Film                   | |
| 2020  | De nos frères blessés                                                                                | Hélier Cisterne                                 | France Belgique Algérie             | Film                   | |
| 2020  | Ne nous racontez plus d'histoires !                                                                  | Ferhat Mouhali et Carole Filiu                  | France                              | Documentaire           | Guerre d'Algérie                                                                                   |
| 2021  | Ce que la guerre a fait de nous                                                                      | Romano Bottinelli                               | France                              | Documentaire           | Guerre d'Algérie                                                                                   |
| 2021  | Mémoire d'appelé                                                                                     | Thibaut Garcia                                  | France                              | Documentaire           | Appelé du contingent lors de la guerre d'Algérie                                                   |
| 2022  | Les Appelés de la guerre d'Algérie, un si long silence                                               | Bernard George                                  | France                              | Documentaire           | Appelé du contingent lors de la guerre d'Algérie                                                   |
| 2022  | Les Harkis                                                                                           | Philippe Faucon                                 | France Belgique                     | Film                   | |
| 2022  | En guerre(s) pour l’Algérie                                                                          | Rafael Lewandowski                              | France                              | Documentaire           | Guerre d'Algérie                                                                                   |
| 2022  | C'était la guerre d'Algérie                                                                          | Georges-Marc Benamou                            | France                              | Documentaire           | Guerre d'Algérie                                                                                   |
| 2022  | Des Antilles au Djebel, les Antillais dans la guerre d'Algérie                                       | François Reinhardt                              | France                              | Documentaire           | Guerre d'Algérie                                                                                   |
| 2023  | Confidences de soldats - Les Appelés de la guerre d'Algérie                                          | Cathy Gimenez                                   | France                              | Documentaire           | Appelé du contingent lors de la guerre d'Algérie                                                   |
| 2023  | Le Petit Blond de la Casbah                                                                          | Alexandre Arcady                                | France                              | Film                   | |
| 2024  | Aucune rue ne portera ton nom                                                                        | Nadia Salem                                     | France                              | Documentaire           | Guerre d'Algérie                                                                                   |
| 2024  | Deux vies pour l'Algérie et tous les damnés de la terre                                              | Sandrine-Malika, Charlemagne et Jean Asselmeyer | Algérie France                      | Documentaire           | Guerre d'Algérie                                                                                   |
| 2024  | Les Enfants de Madame Massu                                                                          | Stéphane Bihan                                  | France                              | Documentaire           | Guerre d'Algérie                                                                                   |
| 2024  | La Photo et le pinceau comme seules armes                                                            | Yohan Laffort                                   | France                              | Documentaire           | Guerre d'Algérie                                                                                   |
| 2025  | Algérie, sections armes spéciales                                                                    | Claire Billet                                   | France                              | Documentaire           | Armes chimiques pendant la guerre d’Algérie                                                        |